# 除法符号
除法符號（division sign，符號：÷）是壹條短的水平線，上下各有壹個點。在數學上，除法符號即為除號，常用於表示除法運算。
該條目不同於除號條目（obelus）。虽然两个名词在中文上同义,obelus包含以下三种字符:
- division sign ÷[1][2]
- 劍標 †
- 商業減號 ⁒ (limited geographical area of use)

與此同時, division sign只能指除法记号"÷"
雖然除法符號在英語國家中非常常見，但並不是通用的。ISO 80000-2提供的數學符號標準不建議使用除法符號來表示除法。

## 数学使用

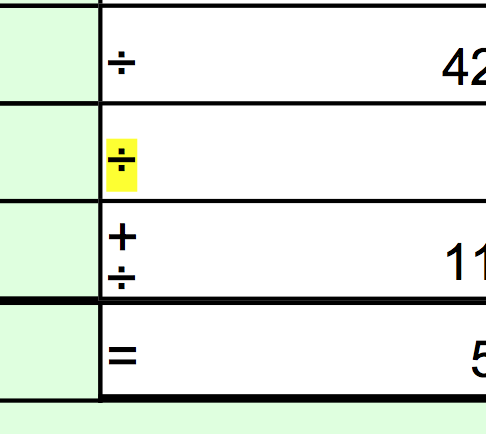
加号和减号。方尖碑（或分隔符）用作负号的变体，摘自2010纳税年度的挪威官方正式交易报表，称为“Næringsoppgave1”。

除号是歷史上就使用的字形，由一條橫線或和一個或二個點（也可能沒有點）組成，最早在1659年起由Johann Rehn在代数書中用來表示除法。有些人則認為這本書的編輯John Pell是最早使用此一符號的人。其他用來表示除法的符號有斜線（/）或反斜線（\）豎線（|）水平线（―）或冒号（:）。有關數學符號的ISO/IEC 80000標準只建議用斜線或分數線表示除法，或是用冒號（:）表示比率，其中提到不建议使用除法符号來表示除法。